# ویلی پلانکارت
ویلی پلانکارت (انگلیسی: Willy Planckaert؛ زادهٔ ۵ آوریل ۱۹۴۴) دوچرخه‌سوار اهل بلژیک است.
وی در مسابقات کشوری و بین‌المللی در مجموع برندهٔ ۱ مدال نقره شده‌است.